# Mmadinare
Mmadinare – wieś w Botswanie w dystrykcie Central. Według spisu ludności z 2011 roku wieś liczyła 12086 mieszkańców.